# Amt Sachsenhagen
Das Amt Sachsenhagen war ein Amt der Grafschaft Schaumburg mit Sitz auf der Wasserburg Sachsenhagen in Sachsenhagen.

## Geschichte
Im Jahre 1640 wurde die Grafschaft Schaumburg unter dem Haus Braunschweig-Lüneburg, den Landgrafen von Hessen-Kassel und den Grafen zur Lippe aufgeteilt. Der hessische Teil wurde unter der Bezeichnung Grafschaft Schaumburg in Personalunion mit der Landgrafschaft Hessen-Kassel geführt. Hessen-Kassel organisierte die Verwaltung auf unterer Ebene in Ämter, darunter das Amt Sachsenhagen.
Ab 1759 wurde das Amt Sachsenhagen als Teil des Amtes Rodenberg geführt und die Beamten waren in Personalunion für beide Ämter zuständig.
1806 ging Hessen-Kassel als Staat unter und das Königreich Westphalen wurde eingerichtet. Hier wurden die historischen Ämter, darunter das Amt Rodenberg, aufgehoben. Neu geschaffen wurde der Distrikt Rinteln und darunter der Kanton Sachsenhagen, der aber nicht mit dem bisherigen Amt identisch war. 1810 kam der Kanton Sachsenhagen zum Departement der Aller.
Nach der Völkerschlacht bei Leipzig ging das Königreich Westphalen unter und das Kurfürstentum Hessen entstand neu. Hier wurde das Amt Rodenberg in der alten Form wieder hergestellt.
Am 1. Januar 1822 wurde in Kurhessen die Trennung der Rechtsprechung von der Verwaltung eingeführt. Als Gericht erster Instanz wurde das Justizamt Rodenberg eingerichtet. Die Verwaltungsaufgaben gingen an den Kreis Schaumburg in der Provinz Niederhessen.

## Umfang und Gliederung
Das Amt Sachsenhagen bestand aus der Stadt Sachsenhagen und die Dörfer Auhagen, Düdinghausen und Kuhle.

## Beamte
In der Stadt Sachsenhagen hatte ein hessen-kasselischer Drost seinen Sitz. Für das Amt war ein Amtmann als oberster Beamter verantwortlich. Als Finanzbeamter hatte ein Amtsschultheiß (ab 1884 Rentmeister) seinen Sitz im Amt. Für die Ober- und Untervogtei war jeweils ein Vogt eingesetzt. Daneben wurden Amtsaktuare (Schreiber) und Amtsdiener beschäftigt.

### Droste
- Adam Viktor Barsch (1686–(1687))
- Artur von der Brinck (1708–1714)

(ab hier in Personalunion mit Rodenberg)
- Moritz Friedrich von Münchhausen (1758) (Bewerbung)
- W. Ernst Wehner von Offenbach (1768–1782)
- A.C. von Oheimb (1773–1792)
- Wilhelm Maximilian von Dittfurth (1785–1792)

### Amtmänner
- Burckhardt Reich ((1650)–1678)
- Heinrich Julius Reich (1678–1687(?))
- Georg Friedrich Heinichen (interim.)

(ab hier in Personalunion mit Rodenberg)
- Christian Wilhelm Goeddaeus (1759–1781)
- Philipp Matthias Land (1782–(1800))

### Vögte
- Franz Dietrich Hund (1724–(1743))
- Ernst Friedrich Fischer ((1750)–1778)
- D. C. Beckmann (1779–1782)
- Friedrich Wilhelm Stümbke (1783–(1800))